# Ngoại giao Việt Nam thời Trần
Ngoại giao Việt Nam thời Trần phản ánh quan hệ ngoại giao của Việt Nam dưới triều đại nhà Trần từ năm 1226 đến năm 1400 trong lịch sử Việt Nam.

## Bối cảnh
Năm 1226, Trần Cảnh lên ngôi vua, lập ra nhà Trần. Trong triều đại nhà Trần, ngoài những cuộc chiến tranh với quân Nguyên Mông ở phía Bắc thì Đại Việt cũng có những sự liên hệ với các nước láng giềng phía tây và phía nam là Ai Lao và Chiêm Thành.

## Với các triều đại Trung Quốc

### Với Nam Tống và Mông Cổ-Nguyên Mông
Năm 1229, nhà Trần sai sứ sang thăm nước Tống. Nhà Tống phong vua làm An Nam Quốc Vương.
Sau chiến tranh giữa Mông Cổ và Đại Việt năm 1258, đến năm 1261, Hốt Tất Liệt sai Lễ bộ Lang Trung Mạnh Giáp và Lễ bộ Viên Ngoại lang Lý Văn Tuấn đem thư sang dụ. Nhà Trần sai Thông thị đại phu Trần Phụng Công, Chư vệ ký ban Nguyễn Thám, Viên ngoại lang Nguyễn Diễn mang thư sang Nguyên thông hiếu. Nhà Nguyên phong vua làm An Nam Quốc Vương, ban cho 3 tấm gấm tây, 6 tấm gấm kim thục. Theo Tân Nguyên sử, nhà Nguyên phong Trần Quang Cảo (陈光暠) tức Trần Thánh Tông làm An Nam quốc vương.
Năm 1262, Hốt Tất Liệt gửi chiếu cho vua Trần nhằm định rõ về việc cống triều. Đến năm 1267, nhà Nguyên có nhắc lại việc đó trong chiếu gửi vua Trần Thánh Tông.
Năm 1271, khi nhà Nguyên đổi quốc hiệu là "Đại Nguyên" thì có gửi thư sang cho vua Trần, dụ vào chầu. Tuy nhiên, vua lấy cớ bị bệnh để từ chối lời mời trên.
Năm 1272, nhà Nguyên sai Ngột Lương làm sứ sang dụ, hỏi giới hạn cái cột đồng Mã Viện. Vua sai Viên ngoại lang Lê Kính Phu đi hội khám. Lúc trở về, Kính Phu nói rằng, cột đồng Mã Viện dựng lâu năm đã bị mai một, không còn tung tích gì nữa. Đến năm 1275, nhà Nguyên lại cho người đi dò sát biên giới. Vua Trần Thánh Tông sai Lê Khắc Phục và Lê Tuý Kim sang chầu vua Nguyên, yêu cầu miễn sáu điểm.
Năm 1277, Trần Thái Tông băng hà. Năm sau, vua Trần nhường ngôi cho thái tử Trần Khâm (tức Trần Nhân Tông). Biết được hai tin này, nhà Nguyên cử Lễ bộ thượng thư Sài Thung đi cùng ba vị đại thần khác sang trách hỏi. Theo Tân Nguyên sử, nhà Nguyên cho rằng người qua đời là Trần Quang Cảo (陈光暠) và con là Thế tử Nhật Huyên (日烜) sai sứ sang cầu phong. Thực tế, Quang Cảo và Nhật Huyên chỉ là một người. Từ đời Nhật Huyên, nhà Nguyên chỉ phong tước An Nam thế tử 安南世子 chứ không phong quốc vương.
Năm 1281, nhận thấy nguy cơ xâm lược Đại Việt của nhà Nguyên, vua Trần Nhân Tông bèn sai chú họ là Trần Di Ái (tức Trần Ải) và Lê Mục, Lê Tuân sang đất Nguyên, và đi theo Sài Thung về đến kinh đô của Đại Nguyên. Vua Nguyên phong ba ông này một số chức tước trong bộ máy cai trị nhà Nguyên.
Vào các năm 1285 và 1288, Chiến tranh Mông Nguyên - Đại Việt lần thứ hai và lần thứ ba bùng nổ, kết thúc với sự thắng lợi của Đại Việt. Vào các năm 1291 và 1293, nhà Nguyên lại sai sứ sang dụ vua Trần vào chầu nhưng trong cả hai lần đó thì vua Trần đều từ chối với các lý do như có tang, có bệnh.
Hơn 30 năm sau, vào năm 1324, vua Nguyên sai sứ sang báo tin là mới lên ngôi và trao cho một quyển lịch. Năm 1331, khi nhà Nguyên sang báo việc có vua mới lên ngôi, vua Trần sai sứ sang chúc mừng.
Năm 1335, nhà Nguyên mới phong Trần Đoan Ngọ (陈端午) làm An Nam quốc vương.

### Với Nhà Minh
Nhà Nguyên bị lật đổ, Nhà Minh lên thay. Năm 1385, nhà Minh sai sứ sang đòi 20 tăng nhân. Năm sau, vua Minh đánh tiếng mượn đường đánh Chiêm, bèn đòi 50 con voi, đặt dịch trạm từ phủ Nghệ An về Vân Nam. Đến năm 1395, nhà Minh sai bọn Nhâm Hanh Thái sang đòi 5 vạn quân, 50 cỗ voi, 50 vạn thạch lương đưa đến biên giới nhằm trấn áp Đại Việt, nhưng Hanh Thái đã mật báo cho Đại Việt, và triều đình đã lấy cớ không cung cấp quân lính và voi chiến, chỉ cấp một ít lương thực sai quan đưa đến Đồng Đăng rồi trở về kinh đô, nhưng Minh Thái Tổ lại sai sứ sang đòi nhà sư, phụ nữ xoa bóp, người bị thiến. Lúc này Đại Việt đã cung cấp cho nhà Minh, mỗi loại một ít. Sau đó, đến năm 1400 thì Hồ Quý Ly cướp ngôi vua Trần, lập ra nhà Hồ.

## Với các nước Đông Nam Á

### Chiêm Thành
Có thể nói trong các triều đại Việt Nam, Chiêm Thành không lúc nào không quấy phá và cuộc chiến tranh giữa hai nước vẫn thường xuyên xảy ra. Lúc nhà Trần lên ngôi, nước Chiêm Thành vẫn giữ lệ triều cống và giao hòa. Sau khi Trần Thái Tông đánh Chiêm Thành năm 1252, giữa Đại Việt và nước Chiêm Thành có sự qua lại tốt đẹp. Đến đời vua Trần Anh Tông, thượng hoàng Trần Nhân Tông sang thăm vãn cảnh nước Chiêm và để cho tình giao hảo của hai nước trở nên bền vững hơn, thượng hoàng đã gả công chúa Huyền Trân cho vua Chiêm Thành là Chế Mân năm 1306. Chế Mân dâng châu Ô và châu Lý cho Đại Việt. Vua Trần Anh Tông đổi tên là Thuận Châu và Hóa Châu rồi đặt quan cai trị cũng như cho di dân sang ở. Một năm sau, Chế Mân chết. Theo tục lệ Chiêm Thành thì hoàng hậu phải bị hỏa thiêu chết theo. Vua Trần Anh Tông sai tướng Trần Khắc Chung giả tiếng vào thăm rồi tìm kế rước về.

### Các quốc gia khác
Khi đất Ai Lao chưa hình thành nên quốc gia thống nhất, lúc này ở đây chỉ có các mường nhỏ, chịu thần phục và nộp cống cho Đại Việt. Nhìn chung, trong thời kỳ này, Đại Việt ít quan hệ với các mường, và cũng như là với nước Lan Xang sau này, ngoài những lần Đại Việt đem quân đi đánh đất Ai Lao. Với Chân Lạp, sử sách không ghi nhận những lần tiếp xúc giữa hai nhà nước. Đối với nước Xiêm, sử sách chỉ ghi nhận vào năm 1335, thượng hoàng Trần Minh Tông đi tuần biên giới phía Tây, một phái bộ Xiêm đã đến Cửa Rào chào thượng hoàng.